# Macroderes arrowi
Macroderes arrowi là một loài bọ cánh cứng trong họ Bọ hung (Scarabaeidae).